# لفطاطشة (عين الزهرة)
لفطاطشة هي إحدى مشيخات المملكة المغربية، تتبع جغرافيا لإقليم الدريوش وإداريًا لعين الزهرة. يقدر عدد سكانها بـ 3264 نسمة حسب الإحصاء الرسمي للسكان والسكنى لسنة 2004.